# Luigi Perelli
Luigi Perelli (* 26. Oktober 1937 in La Spezia) ist ein italienischer Fernsehregisseur, Dokumentarfilmer und Drehbuchautor.

## Leben
Perello besuchte die Universität Florenz, wo er einen Abschluss in Politikwissenschaften erlangte. Er diplomierte anschließend, 1963, am Centro Sperimentale di Cinematografia im Fach Regie; zunächst arbeitete er aber als Journalist und Kinoreporter. 1963 wurde er Redakteur der Zeitschrift „Comunicazioni di massa“. Von 1965 an profilierte sich Perelli als Dokumentarfilmer, der soziale und historische Themen bearbeitete (so die bedeutenden Al Fatah - Palestina, Portogallo, nascita della libertà und I giorni di Brescia). Zwei Jahre später war er kurzzeitig als Regieassistent für vier Genrefilme tätig; ab 1969 war er selbst Regisseur fiktionaler Stoffe, oftmals für das Fernsehen. Nur dreimal legte er Kinoarbeiten vor; seine Tätigkeit für den Bildschirm jedoch war einflussreich und äußerst publikumswirksam. Unter ihm entstanden Werke wie mehrere Staffeln der Krimiserie Allein gegen die Mafia sowie Quei trentasei gradini, Se un giorno buserai und von 2003 bis 2010 Un caso di coscienza.

## Filmografie (Auswahl)
- 1965: Morte del Gattopardo (Dokumentarfilm)
- 1972: Lo chiamavano Verità
- 1987–2001: Allein gegen die Mafia (La piovra) (zahlreiche Staffeln)
- 1988: Eine Frau (Una vittoria) (Fernsehfilm)
- 1991: 18 in einer Woche (18 anni tra un settimana)
- 1997: Der Mädchenmord (In fondo al cuore)
- 2003–2010: Un caso di coscienza (Fernsehserie, 24 Folgen)